# Деркач Олександр Вікторович
Олександр Вікторович Деркач — підполковник Збройних сил України, учасник російсько-української війни. Лицар всіх ступенів ордена «Богдана Хмельницького».
В 2019 році був командиром механізованого батальйону 24 окремої механізованої бригади оперативного командування «Захід» Сухопутних військ Збройних Сил України

## Нагороди
- орден Богдана Хмельницького I ступеня (2022) — за особисту мужність і самовіддані дії, виявлені у захисті державного суверенітету та територіальної цілісності України, вірність військовій присязі
- медаль «Захиснику Вітчизни» (2022) — За особисту мужність і самовіддані дії, виявлені у захисті державного суверенітету та територіальної цілісності України, вірність військовій присязі
- орден Богдана Хмельницького II ступеня (2019) — за вагомий особистий внесок у зміцнення обороноздатності Української держави, мужність і самовіддані дії, виявлені у захисті державного суверенітету та територіальної цілісності України, зразкове виконання військового обов'язку та з нагоди Дня піхоти
- орден Богдана Хмельницького III ступеня (2016) — за особистий внесок у зміцнення обороноздатності Української держави, мужність, самовідданість і високий професіоналізм, виявлені під час бойових дій та при виконанні службових обов'язків